# Liste der Stolpersteine in Xanten
Die Liste der Stolpersteine in Xanten enthält sogenannte Stolpersteine, die im Rahmen des gleichnamigen Kunst-Projekts von Gunter Demnig in Xanten verlegt wurden. Mit ihnen soll an Opfer des Nationalsozialismus erinnert werden, die in Xanten lebten und wirkten.

## Liste der Stolpersteine
| Bild                                                          | Inschrift | Adresse                   | weitere Informationen |
| ------------------------------------------------------------- | --- | ------------------------- | --- |
| Stolperstein Xanten Karthaus 2 Bernhardiene Liebmann          | In Xanten lebte Bernhardine Liebmann geb. Passmann Jg. 1881 deportiert 11.12.1941 ermordet in Riga                                       | Karthaus 2 ⊙              | Bernhardine Passmann, verheiratete Liebmann, wurde am 3. Januar 1881 in Xanten geboren und war wohnhaft in Duisburg. Sie wurde am 11. Dezember 1941 von Düsseldorf in das Ghetto Riga deportiert. |
| Stolperstein Xanten Karthaus 2 Bernhardiene Glaser            | In Xanten lebte Bernhardine Glaser geb. Passmann Jg. 1881 deportiert ermordet in Auschwitz                                               | Karthaus 2 ⊙              | |
| Stolperstein Xanten Karthaus 2 Elsa Brogholter                | In Xanten lebte Elsa Brogholter geb. Passmann Jg. 1883 deportiert ermordet in Auschwitz                                                  | Karthaus 2 ⊙              | Elsa Brogholter, verheiratete Brogholter, wurde am 22. Juli 1883 in Xanten geboren. Sie wurde von Düsseldorf in das KZ Auschwitz deportiert wo sie am 26. Oktober 1942 ermordet wurde, auf Grund fehlender Unterlagen wurde sie für tot erklärt. |
| Stolperstein Xanten Bemmelstraße 6-Nordwall Johanna Bruckmann | In Xanten lebte Bernhardine Glaser geb. Passmann Jg. 1881 deportiert ermordet in Auschwitz                                               | Karthaus 2 ⊙              | |
| Stolperstein Xanten Bemmelstraße 6-Nordwall Johanna Bruckmann | Hier wohnte Johanna Bruckmann Jg. 1881 deportiert 11.12.1941 ermordet in Riga                                                            | Bemmelstraße 6/Nordwall ⊙ | |
| Stolperstein Xanten Bemmelstraße 6-Nordwall Hulda Bruckmann   | Hier wohnte Hulda Bruckmann Jg. 1882 deportiert Richtung Osten ???                                                                       | Bemmelstraße 6/Nordwall ⊙ | |
| Stolperstein Xanten Bemmelstraße 6-Nordwall Bertha Bruckmann  | Hier wohnte Bertha Bruckmann Jg. 1887 deportiert 11.12.1941 ermordet in Riga                                                             | Bemmelstraße 6/Nordwall ⊙ | |
| Stolperstein Xanten Bemmelstraße 6-Nordwall Frieda Wertheim   | Hier wohnte Frieda Wertheim geb. Bruckmann Jg. 1889 deportiert 11.12.1941 ermordet in Riga                                               | Bemmelstraße 6/Nordwall ⊙ | |
| Stolperstein Xanten Orkstraße-Südwall Adeleide Buschhoff      | Hier wohnte Adeleide Buschhoff Jg. 1885 eingewiesen verlegt 27.9.1940 ermordet 27.9.1940 'Aktion T4'                                     | Orkstraße/Südwall ⊙       | |
| Stolperstein Xanten Orkstraße-Südwall Albertine Wolf          | Hier wohnte Albertine Wolf geb. Isaac Jg. 1872 deportiert 30.10.1941 ermordet in Łodz                                                    | Orkstraße/Südwall ⊙       | |
| Stolperstein Xanten Marsstraße 30 Johanna Alexander           | Hier wohnte Johanna Alexander Jg. 1882 deportiert ermordet in Łodz                                                                       | Marsstraße 30 ⊙           | |
| Stolperstein Xanten Marsstraße 30 Hedwig Alexander            | Hier wohnte Hedwig Alexander Jg. 1888 deportiert ermordet in Łodz                                                                        | Marsstraße 30 ⊙           | |
| Stolperstein Xanten Marsstraße 30 Olga Alexander              | Hier wohnte Olga Alexander geb. Simon Jg. 1897 deportiert 22.4.1942 Izbica ermordet                                                      | Marsstraße 30 ⊙           | |
| Stolperstein Xanten Marsstraße 30 Ruth Alexander              | Hier wohnte Ruth Alexander Jg. 1925 deportiert 22.4.1942 Izbica ermordet                                                                 | Marsstraße 30 ⊙           | |
| Stolperstein Xanten Marsstraße 30 Ilse Alexander              | Hier wohnte Ilse Alexander Jg. 1927 deportiert 22.4.1942 Izbica ermordet                                                                 | Marsstraße 30 ⊙           | |
| Stolperstein Xanten Marsstraße 30 Siegfried Alexander         | Hier wohnte Siegfried Alexander Jg. 1927 deportiert 22.4.1942 Izbica ermordet                                                            | Marsstraße 30 ⊙           | |
| Stolperstein Xanten Marsstraße 30 Alex Alexander              | Hier wohnte Alex Alexander Jg. 1927 deportiert 22.4.1942 Izbica ermordet                                                                 | Marsstraße 30 ⊙           | |
| Stolperstein Xanten Marsstraße 65 Siegmund Oster              | Hier wohnte Siegmund Oster Jg. 1877 deportiert 5.3.1943 ermordet in Auschwitz                                                            | Marsstraße 65 ⊙           | |
| Stolperstein Xanten Marsstraße 65 Benny Oster                 | Hier wohnte Benny Oster Jg. 1879 deportiert 22.10.1941 ermordet in Łodz                                                                  | Marsstraße 65 ⊙           | |
| Stolperstein Xanten Marsstraße 65 Cornelia Thalmann           | Hier wohnte Cornelia Thalmann geb. Oster Jg. 1879 deportiert 17.12.1942 Theresienstadt ermordet 3.2.1943                                 | Marsstraße 65 ⊙           | |
| Stolperstein Xanten Marsstraße 65 Regine Oster                | Hier wohnte Regine Oster geb. Vyth Jg. 1882 deportiert 22.10.1941 ermordet in Łodz                                                       | Marsstraße 65 ⊙           | |
| Stolperstein Xanten Marsstraße 65 Frieda Krebs                | Hier wohnte Frieda Krebs geb. Oster Jg. 1882 deportiert 5.9.1942 ermordet in Riga                                                        | Marsstraße 65 ⊙           | |
| Stolperstein Xanten Marsstraße 65 Karl Oster                  | Hier wohnte Karl Oster Jg. 1894 unfreiwillig verzogen Düsseldorf Flucht 1936 Palästina                                                   | Marsstraße 65 ⊙           | |
| Stolperstein Xanten Marsstraße 65 Margarethe Oster            | Hier wohnte Margarethe Oster geb. Meyer Jg. 1902 unfreiwillig verzogen Düsseldorf Flucht 1936 Palästina                                  | Marsstraße 65 ⊙           | |
| Stolperstein Xanten Marsstraße 65 Horst Oster                 | Hier wohnte Horst Oster Jg. 1930 unfreiwillig verzogen Düsseldorf Flucht 1936 Palästina                                                  | Marsstraße 65 ⊙           | |
| Stolperstein Xanten Marsstraße 65 Heinz Oster                 | Hier wohnte Heinz Oster Jg. 1932 unfreiwillig verzogen Düsseldorf Flucht 1936 Palästina                                                  | Marsstraße 65 ⊙           | |
| Stolperstein Xanten Marsstraße 71 Emma Seldis                 | Hier wohnte Emma Misch geb. Seldis Jg. 1886 deportiert 1942 ermordet                                                                     | Marsstraße 71 ⊙           | Emma Seldis wurde am 1. Mai 1886 als Tochter von Emil und Johanna Seldis in Xanten geboren, als Beruf wird Hausfrau angegeben. Sie heiratete Julius Misch (* 1888), eine Tochter (Erna (* 1922)) ist bekannt. Am 20. Juli 1942 wurde Emma Misch ab Köln ins Ghetto Minsk verbracht und von dort aus in die Tötungsstätte Maly Trostinec deportiert, wo sie für tot erklärt wurde. Für Emma Misch wurde am 18. August 2012 ein Stolperstein in der Bruckstraße 20, Alpen verlegt. |
| Stolperstein Xanten Marsstraße 71 Arthur Seldis               | Hier wohnte Arthur Seldis Jg. 1883 deportiert 1943 ermordet in Auschwitz                                                                 | Marsstraße 71 ⊙           | |
| Stolperstein Xanten Marsstraße 71 Heinrich Seldis             | Hier wohnte Heinrich Seldis Jg. 1893 deportiert 1941 ermordet in Riga                                                                    | Marsstraße 71 ⊙           | |
| Stolperstein Xanten Marsstraße 71 Helmina Seldis              | Hier wohnte Helmina Seldis Jg. 1 unfreiwillig verzogen 1938 Mainz Flucht 1939 Chile                                                      | Marsstraße 71 ⊙           | |
| Stolperstein Xanten Marsstraße 71 Johanna Seldis              | Hier wohnte Johanna Seldis Jg. 1926 unfreiwillig verzogen 1938 Mainz Flucht 1939 Chile                                                   | Marsstraße 71 ⊙           | |
| Stolperstein Xanten Marsstraße 71 Trude Seldis                | Hier wohnte Trude Seldis geb. Wallhausen Jg. 1926 unfreiwillig verzogen 1938 Hannover deportiert 1941 Riga ermordet                      | Marsstraße 71 ⊙           | |
| Stolperstein Xanten Marsstraße 71 Sally Seldis                | Hier wohnte Sally Seldis Jg. 1888 unfreiwillig verzogen 1938 Mainz Flucht 1939 Chile                                                     | Marsstraße 71 ⊙           | |
| Stolperstein Xanten Scharnstraße 14 Jacob Passmann            | Hier wohnte Jacob Passmann Jg. 1878 Flucht Holland deportiert Sobibor ermordet 14.5.1943                                                 | Scharnstraße 14 ⊙         | |
| Stolperstein Xanten Scharnstraße 14 Johanna Passmann          | Hier wohnte Johanna Passmann geb. Elsbach Jg. 1881 Flucht Holland deportiert Sobibor ermordet 14.5.1943                                  | Scharnstraße 14 ⊙         | |
| Stolperstein Xanten Scharnstraße 14 Carl Passmann             | Hier wohnte Carl Passmann Jg. 1905 Flucht Holland deportiert Auschwitz ermordet 11.3.1943                                                | Scharnstraße 14 ⊙         | |
| Stolperstein Xanten Scharnstraße 14 Helga Passmann            | Hier wohnte Helga Passmann Jg. 1931 Flucht Holland deportiert Auschwitz ermordet 3.9.1942                                                | Scharnstraße 14 ⊙         | |
| Stolperstein Xanten Scharnstraße 14 Hermann Passmann          | Hier wohnte Hermann Passmann Jg. 1929 Flucht Holland deportiert Auschwitz ermordet 3.9.1942                                              | Scharnstraße 14 ⊙         | |
| Stolperstein Xanten Scharnstraße 14 Erna Passmann             | Hier wohnte Erna Passmann geb. Willner Jg. 1904 Flucht Holland deportiert Auschwitz ermordet 3.9.1942                                    | Scharnstraße 14 ⊙         | |
| Stolperstein Xanten Scharnstraße 14 Levy Passmann             | Hier wohnte Levy Passmann Jg. 1884 deportiert Auschwitz ermordet 3.9.1942                                                                | Scharnstraße 14 ⊙         | |
| Stolperstein Xanten Scharnstraße 14 Hermine Willner           | Hier wohnte Hermine Willner geb. Weinberg Jg. 1879 Flucht 1938 Holland interniert Westerbork deportiert 1944 Auschwitz ermordet 6.9.1944 | Scharnstraße 14 ⊙         | |
| Stolperstein Xanten Klever Straße 2 Alma Stern                | In Xanten lebte Alma Stern Jg. 1874 deportiert ermordet in Minsk                                                                         | Klever Straße 2 ⊙         | |
| Stolperstein Xanten Klever Straße 2 Henriette Stern           | In Xanten lebte Henriette Stern Jg. 1877 deportiert 30.10.1941 ermordet in Łodz                                                          | Klever Straße 2 ⊙         | |
| Stolperstein Xanten Klever Straße 2 Rosa Dahl                 | In Xanten lebte Rosa Dahl geb. Stern Jg. 1877 deportiert 30.10.1941 Theresienstadt ermordet 4.3.1944                                     | Klever Straße 2 ⊙         | |
| Stolperstein Xanten Klever Straße 2 Elsa Stern                | In Xanten lebte Elsa Stern Jg. 1883 deportiert Chelmno ermordet 4.3.1941                                                                 | Klever Straße 2 ⊙         | |
| Stolperstein Xanten Klever Straße 2 Adele Stern               | In Xanten lebte Adele Stern Jg. 1883 deportiert 30.10.1941 ermordet in Łodz                                                              | Klever Straße 2 ⊙         | |
| Stolperstein Xanten Klever Straße 2 Rosa Stern                | In Xanten lebte Rosa Stern Jg. 1886 deportiert 30.10.1941 ermordet in Łodz                                                               | Klever Straße 2 ⊙         | |

## Sonstige Anmerkungen
1. ↑  Die Tötungsstätte ist strittig: Yadvashem gibt das Ghetto Lodz als Todesort an (Emma Misch. In: Zentrale Datenbank der Namen der Holocaustopfer. Yad Vashem, abgerufen am 16. Januar 2020.)

- Karte mit allen Koordinaten:
- OSM |
- WikiMap